# 鈴森刑場

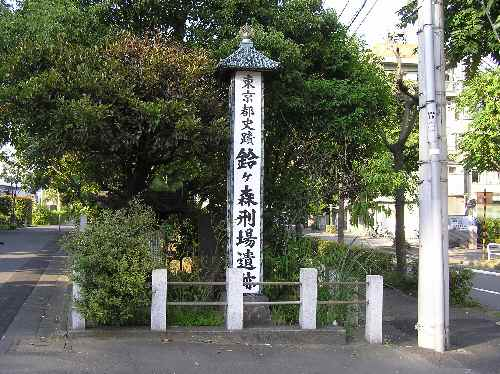
鈴森刑場紀念碑

鈴森刑場（日语：／ Suzugamori-keijō */?）是日本江戶時代德川幕府用於處決罪犯的刑場之一，位於當時的江戶城城外。刑場設置於城外據信是因當時的人認爲於城外處決罪犯可以避免城內受到「玷污」。另外，鈴森刑場當時鄰近東海道通往江戶城的入口。鈴森刑場建立於1651年，在1871年（明治4年）關閉。統計表明，大約有十萬名罪犯曾於鈴森刑場被處決。
鈴森刑場的原址東京都品川區南大井二丁目有樹立一座紀念碑。1954年，鈴森刑場入選東京都指定文化財產。

## 外部連結
- Shinagawa City Library
- Photo of memorial from Tripadvisor website （页面存档备份，存于）

35°35′30″N 139°44′11.2″E / 35.59167°N 139.736444°E